# Dominguizo
Dominguizo ist eine Gemeinde (Freguesia) im portugiesischen Kreis Covilhã. In ihr leben 1018 Einwohner (Stand 19. April 2021).